# Wibke Bruhns
Wibke Bruhns (nombre de nacimiento Wibke Gertrud Klamroth, Halberstadt, 8 de septiembre de 1938-Hamburgo, 20 de junio de 2019) fue una periodista y escritora alemana. Fue la primera mujer presentadora de un telediario en la Alemania Occidental (RFA), en el canal ZDF, entre 1971 y 1972, ocho años después de que Anne-Rose Neumann lo hiciera en la Alemania Oriental (RDA). Fue corresponsal de la revista Stern en Jerusalén y Washington D. C., así como portavoz de la Expo 2000.

## Biografía
Se casó en 1961 con Peter Teichgräber, pero un año después se divorció. Desde 1965, estuvo casada con el actor Werner Bruhns hasta su muerte en 1977. De este matrimonio tuvo dos hijas.
En su carrera profesional, vivió unos años en Israel y en los Estados Unidos.

### Infancia, juventud y familia
Fue una de los cinco hijos del matrimonio nazi formado por Hans Georg Klamroth y Else Podeus. El padre era comerciante en Halberstadt y oficial de las SS, que en las postrimerías del régimen fue condenado a muerte por Hitler, el 15 de agosto de 1944, por su participación en el fracasado atentado del 20 de julio de 1944. El 26 de agosto de 1944, fue ejecutado acusado de alta traición a la patria en Plötzensee. Su madre era hija de un fabricante de Wismar y jefa local (Ortsgruppenleiterin) de la sección femenina nazi en Halberstadt. En el verano de 1948, la familia se mudó de Halberstadt a Brunswick, en la cercana ciudad fronteriza alemana de Mattierzoll, donde su madre puso un negocio. Sin embargo, tuvieron dificultades y vivieron con la ayuda benéfica de la Fundación 20 de julio de 1944. En 1949 estuvo en un orfanato en Gaienhofen, en el lago de Constanza. Después de años de negociaciones, su madre Else Klamroth recibió una indemnización por la condena y ejecución de su marido.
A pesar de su pasado nazi, en 1949 Else Klamroth entró en el servicio diplomático de la República Federal de Alemania. La familia se trasladó a Estocolmo, donde Klamroth era la directora de la embajada alemana.

### Formación
Estuvo en varios internados. Antes de trasladarse a Suecia, consiguió una beca de la Fundación 20 de julio de 1944, para el internado evangélico en Bugenhagen en Timmendorfer Strand. Más tarde estuvo en un internado en Plön, que tuvo que dejar por una relación con un compañero de clase. Su bachillerato lo realizó en Berlín. Después, se fue un año y medio a Londres, donde su madre, en esa época, trabajaba en la embajada alemana. A continuación, asistió a un año en una escuela de negocios. No concluyó sus estudios en Historia y Ciencias Políticas realizados en Hamburgo.

## Trabajo en los medios de comunicación
Con veintidós años, comenzó a trabajar en los medios de comunicación. Durante toda su vida profesional, trabajó como periodista, tanto en varias cadenas de televisión, como en diversos periódicos y revistas. Se hizo famosa sobre todo por su labor como primera presentadora de noticias en la Alemania Federal. 

### Primera experiencia
Realizó su primera experiencia en el periodismo en el diario Bild. A través de un voluntariado realizado en 1960, en el que, por razones políticas, se retiró prematuramente. No estaba de acuerdo con un artículo publicado, sobre la construcción del Muro de Berlín, donde se comparaba la política de la RDA con la subida al Poder de Hitler.

### Trabajo en televisión
Posteriormente fichó como colaboradora en la cadena de Televisión NDR, en la redacción de informes regionales sobre "Personas y  Paisajes". Con el director del programa, se trasladó más tarde a la recién fundada ZDF, en el que, inicialmente, fue moderadora en el programa La placa giratoria. 
Además de su participación en ZDF, Bruhns fue de 1968 a 1971 colaboradora para el periódico semanal Die Zeit.

### Primera presentadora de noticias
El 12 de mayo de 1971, Bruhns presentó a las 22:15 en la ZDF el programa de noticias heute, siendo la primera vez en la Alemania Federal que una mujer presentaba el telediario. En la RDA, en cambio, Annerose Neumann lo había hecho ya el 8 de marzo de 1963 (ocho años antes), en Aktuelle Kamera de la DFF. El hecho de que una mujer leyera las noticias, causó una  gran conmoción. Las protestas vinieron, principalmente, de los televidentes que exigieron que Bruhns se hiciera cargo de su esposo e hijos, en lugar de trabajar como presentadora de noticias. Al mismo tiempo, fue defendida por los sindicatos y elevada a heroína por los grupos feministas. Pero como cuenta en su biografía, lo rechazó, cuando un mes más tarde, la dirigente feminista Alice Schwarzer reivindicó el aborto, la tachó de "estar completamente loca".
A principios del año 1973, comenzó a trabajar para la WDR y desde 1974 compartió su trabajo como presentadora en la SWF con la dirección de la campaña electoral de Willy Brandt, lo que causó un gran revuelo.

### Redactora en la revistaDer Stern
Aparte de su trabajo a la WDR, a partir de 1979 fue corresponsal de Stern en Jerusalén.

#### Corresponsal en Israel
Después de que muriera su marido Werner Bruhns en 1977, se marchó con sus dos hijas a Jerusalén en 1979 como corresponsal del semanario alemán Der Stern. Debido al conflicto palestino-israelí, se encontraba el país en una difícil e inestable situación. Bruhns hizo en este tiempo varias entrevistas con Adnan Jabar, el asesino de Hebrón, Yasser Arafat, Moshe Dayan y Abu Iyad. También se informó sobre la guerra civil en el Líbano.

#### Corresponsal en los Estados Unidos
A partir del verano de 1985, fue Bruhns corresponsal de Stern en Washington D. C. Después de cuatro años en los Estados Unidos, regresó a Europa y se mudó a Ingolsheim en la región de Alsacia.

### Años posteriores
A partir de 1989, trabajó Bruhns para la WDR, como moderadora, junto con Gisela Marx, en el programa de entrevistas "Tres antes de la medianoche". 
En 2000 fue portavoz de la Exposición Universal Expo 2000 en Hannover.

## Compromiso político
Ya como estudiante en Hamburgo fue Bruhns miembro del SPD (partido socialista alemán). Apoyó activamente en 1972 la campaña electoral del SPD para la elección como Canciller de Willy Brandt, lo que provocó muchas críticas. El partido de centro-derecha CDU solicitó un dictamen, con el fin de aclarar si era lícito, como funcionaria de un servicio público de televisión, dedicarse también activamente a la  política. El dictamen concluyó que esto no estaba permitido, pero no fue publicado hasta después de finalizar la campaña electoral.